# Yamasá (ort)
Yamasá är en ort i Dominikanska republiken.   Den ligger i kommunen Yamasá och provinsen Monte Plata, i den centrala delen av landet, 30 km norr om huvudstaden Santo Domingo. Yamasá ligger 72 meter över havet och antalet invånare är 11 595.
Terrängen runt Yamasá är platt åt nordost, men åt sydväst är den kuperad. Runt Yamasá är det ganska tätbefolkat, med 75 invånare per kvadratkilometer. Närmaste större samhälle är Villa Altagracia, 18,9 km sydväst om Yamasá. Omgivningarna runt Yamasá är en mosaik av jordbruksmark och naturlig växtlighet.